# Freyja Montes
Danu Montes es una cadena montañosa en el planeta Venus a 58,5°N y 334°E, a 74,1°N y 333,8°E , al norte de Lakshmi Planum, la meseta occidental de Ishtar Terra.
Con casi 580  km de largo, culmina a 6.500  m sobre el radio medio del planeta, lo que lo convierte en el segundo macizo más alto del planeta, después de Maxwell Montes situado justo al sureste.